# Knud Dorph-Petersen
Knud Dorph-Petersen, född 8 maj 1872, död 26 september 1937, var en dansk agronom.
Dorph-Petersen blev student 1891, varefter han studerade och ledde lantbruk intill 1896. Han blev lantbrukskandidat 1898, var sekreterare i Statens Planteavlsudvalg 1898-1902; studerade 1899 växtfysiologi hos Wilhelm Detmer och Ernst Stahl i Jena och blev i december 1902 direktör för Statsfrøkontrollen. I syfte att studera frökontroll och växtförädling företog han åtskilliga resor till de flesta europeiska länder. 
Under Dorph-Petersens ledning växte Statsfrøkontrollens arbete kraftigt, så att antalet undersökta fröprover från 1903 till 1915 mer än tiodubblades. I en rad artiklar i lantbrukstidningar förespråkade han inte bara utökad användning av Statsfrøkontrollen, utan även för bland annat förädling av lantbruksväxter och av danskt gräs- och klöverfrö.